# 林德伯格副南鰍
林德伯格副南鰍（學名：Paraschistura lindbergi），為輻鰭魚綱鯉形目條鰍科副南鰍屬的其中一種。分布於亞洲巴基斯坦及阿富汗淡水流域，棲息在河川底中層水域，生活習性不明。

## 扩展阅读
維基物種上的相關：林德伯格副南鰍